# 야마토신조역
야마토신조역(일본어: 大和新庄駅, やまとしんじょうえき)은 일본 나라현 가쓰라기시에 있는 서일본 여객철도의 철도역이다.
개업 당시의 역이름은 신조역이었으나, 국유화된 이후 1915년 지금의 야마토신조역으로 고쳐졌다.

## 역 구조
1면 1선의 단식 승강장을 가지고 있으며, 간이 역사가 지상에 있다. 2면 2선의 상대식 승강장과 대형 역사를 보유하고 있었으나, 다른 쪽 승강장이 역사와 함께 철거되면서 교행이 불가능하게 되었다.

## 역세권 정보
- 긴키 닛폰 철도 긴테쓰신조 역

## 역사
- 1896년 5월 10일 - 난와 철도 소속의 역으로 개업. 1907년 10월 1일 국유화되었다.
- 1984년 10월 20일 - 무인역이 되었다.
- 1987년 4월 1일 - 민영화에 따라 서일본 여객철도의 소속이 되었다.

## 인접역
| 서일본 여객철도 와카야마 선 | 서일본 여객철도 와카야마 선 | 서일본 여객철도 와카야마 선 |
| --------------------------- | --------------------------- | --------------------------- |
| 다카다 오지 방면            | ■ 와카야마 선               | 고세 와카야마 방면          |